# Чешка златна кокош
Чешка златна кокош је кокошија раса.

## Историјат
Први се помињу у 1205. године, када је јато чешких кокоши представљено Валдемару II од Данске као венчани поклон приликом његовог венчања са чешком принцезом Маргаретом из Бохемије.

## Особине
Постоје 7 соја: златно тачкасти, шарени, златни, сребрни, сребрно тачкасти, црни, црно-бели. Петао достиже тежину од 2,3-2,8 kg а кокошка 2-2,5 kg. Држи се због квалитетног меса и јаја (150-190 годишње). Месо је одличног квалитета, сочно и мекано. Узгаја се традиционално на малим пољопривредним господарствима, већи дио живота проведу на отвореном.